# 贾斯廷·赫伯特
贾斯廷·帕特里克·赫伯特（Justin Patrick Herbert，1998年3月10日—），美国俄勒冈州尤金人，橄榄球运动员，担任美国全国橄榄球联盟（NFL）洛杉矶闪电队的四分卫。赫伯特在俄勒冈大学打过大学橄榄球，代表校队赢得了2019年的太平洋十二校聯盟（Pac-12）冠军，并在2020年玫瑰碗赛中被评为最有价值球员（MVP）。赫伯特在2020年NFL选秀中以总第六顺位被闪电队选中。
赫伯特在他的新秀年的第二场比赛中成为了闪电队的首发四分卫。赫伯特在剩下的赛季中一直担任首发，创下了几项新秀纪录，包括最多的达阵传球和最多的300码比赛（单场比赛中推进球超过300码）。赫伯特被评为美联社NFL年度最佳进攻新秀。